# Alexei Semjonowitsch Wischnjakow

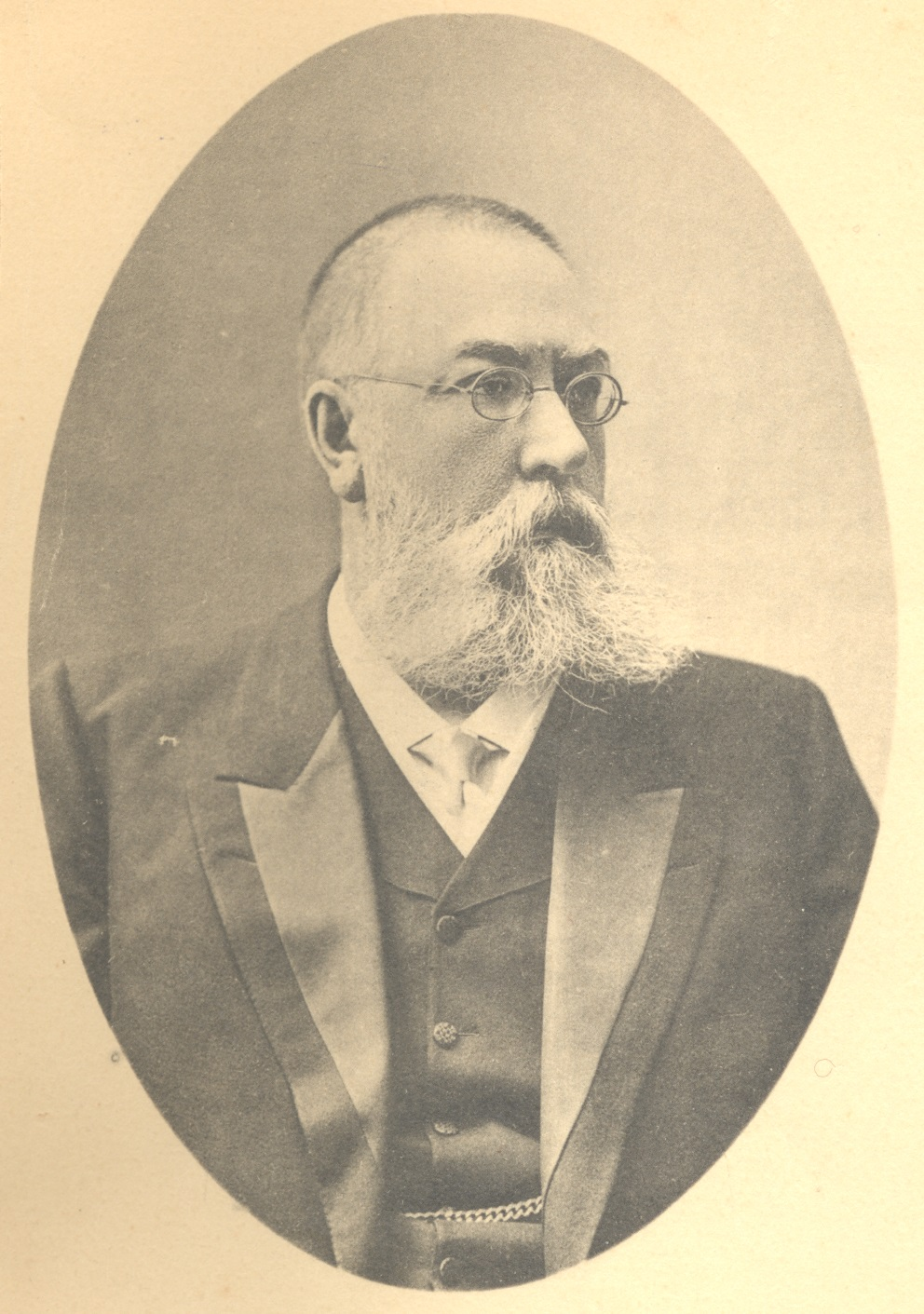
Alexei Semjonowitsch Wischnjakow

Alexei Semjonowitsch Wischnjakow (russisch Алексей Семёнович Вишняков; * 1859; † 11. Februar 1919 in Moskau) war ein russischer Unternehmer und Mäzen.

## Leben
Wischnjakow stammte aus einer alten Kaschiner Kaufmannsfamilie. Das Studium an der Kaiserlichen Universität Moskau musste er wegen Erkrankung und Tod seines Vaters abbrechen.
Wischnjakow war Aktionär der Gold- und Silber-Kantillen-Fabrik
des Moskauer Unternehmers Nikolai Alexejew (1852–1893) und weiterer Mitglieder der weitverzweigten Familie Alexejew (die Fabrik wurde später das Werk Elektroprowod für elektrische Leitungen). Wischnjakow besaß auch einige Mietwohnhäuser. 1892 wurde er Vorstandsvorsitzender der Moskauer Kaufmannsgesellschaft für gegenseitige Kredite (bis 1917). Er war Vorstandsmitglied der Moskau-Windau-Rybinsk-Eisenbahn und Mitglied der Revisionskommission der Charkower Landbank. Er war 1893–1908  gewähltes stimmberechtigtes Mitglied der Moskauer Stadtduma.
1897 gründete Wischnjakow zusammen mit Karl Masing und einigen Moskauer Unternehmern und Investoren die Moskauer Gesellschaft zur Förderung der kaufmännischen Bildung (MORKO), deren ständiger Vorsitzender er dann war. Unter seiner Leitung wurden von 1898 bis zum Beginn des Ersten Weltkriegs 1914 an 17 Orten in Moskau Kurse für Handelsbeschäftigte und Höhere Handelskurse gegründet, die von Alexander Glagolew geführt wurden. 1901 wurde eine Männerhandelsschule eingerichtet, die 1904 nach Zarewitsch Alexei benannt wurde. Es folgten eine Frauenhandelsschule 1902 und ein Handelsinstitut 1906, das 1907 das Moskauer Handelsinstitut wurde. Wischnjakow leitete das Kuratorium des Instituts, spendete reichlich, nahm an der Institutsleitung teil und verstand sich gut mit dem 1907 berufenen Rektor Pawel Nowgorodzew. Die MORKO finanzierte sich durch Spenden, Studiengebühren und Einnahmen von gesellschaftlichen Veranstaltungen (Bälle, Konzerte u. a.). Für arme Studenten mit ausgezeichneten Leistungen wurde ein Stipendienfonds eingerichtet. 1914 übernahm Wischnjakows Sohn Pjotr Wischnjakows Platz im Kuratorium der Frauenhandelsschule, an dessen Arbeit auch Wischnjakows Frau Jelisaweta Petrowna und Wischnjakows zweiter Sohn Walentin und dessen Frau teilnahmen.
Auch war Wischnjakow Kuratoriumsmitglied der Städtischen Moskauer Schanjawski-Volksuniversität und der Moskauer O.-I.-Komissarow-Technik-Schule, die nach der Oktoberrevolution das Lomonossow-Mechanik-Elektrotechnik-Technikum wurde. Wischnjakow war an der Errichtung des Moskauer Polytechnischen Museums beteiligt. Er war Wirklicher Staatsrat (4. Rangklasse).
Wischnjakow spendete viel für Kirchen. Er war Kirchenältester der Kirche der Ikone der Gottesmutter von der Pforte der Ivironer Gemeinschaft der Mildtätigen Schwestern. Er erhielt die Genehmigung für seine künftige Bestattung in der Hauskirche der Frauenhandelsschule, so dass er 1914 im Altarraum der Kirche eine Gruft einrichten ließ. Die Oktoberrevolution verhinderte die Realisierung seines Wunsches. Die MORKO wurde 1918 aufgelöst.
Wischnjakow starb nach langer schwerer Krankheit. Er wurde auf dem Friedhof des Donskoi-Klosters im Wischnjakow-Familiengrab beigesetzt.

## Ehrungen
- Sankt-Stanislaus-Orden II. Klasse